# Kotel
Kotel (cidade) (búlgaro:Котел) é uma cidade da Bulgária, localizada no distrito de Sliven. A sua população era de 6,232 habitantes segundo o censo de 2010.

## População
| Kotel (cidade) | Kotel (cidade) | Kotel (cidade) | Kotel (cidade) | Kotel (cidade) | Kotel (cidade) | Kotel (cidade) | Kotel (cidade) | Kotel (cidade) | Kotel (cidade) | Kotel (cidade) | Kotel (cidade) | Kotel (cidade) | Kotel (cidade) | Kotel (cidade) | Kotel (cidade) | Kotel (cidade) | Kotel (cidade) | Kotel (cidade) | Kotel (cidade) |
| --- | -------------- | -------------- | -------------- | -------------- | -------------- | -------------- | -------------- | -------------- | -------------- | -------------- | -------------- | -------------- | -------------- | -------------- | -------------- | -------------- | -------------- | -------------- | -------------- |
| Ano | 1887           | 1910           | 1934           | 1946           | 1956           | 1965           | 1975           | 1985           | 1992           | 2001           | 2002           | 2003           | 2004           | 2005           | 2006           | 2007           | 2008           | 2009           | 2010           |
| População |                |                |                | 3,674          | 5,847          | 7,184          | 8,235          | 7,928          | 7,781          | 6,934          | 6,893          | 6,856          | 6,794          | 6,750          | 6,666          | 6,562          | 6,444          | 6,366          | 6,232          |
| Fontes: Instituto Nacional de Estatísticas, „citypopulation.de“, „pop-stat.mashke.org“, Bulgarian Academy of Sciences |                |                |                |                |                |                |                |                |                |                |                |                |                |                |                |                |                |                |                |